# 金智泰
金 智泰（キム・ジテ、朝鮮語: 김지태、1908年6月14日 - 1982年4月9日）は、大韓民国の資本家、政治家、言論人。本貫は金海金氏。
1961年に不正蓄財が摘発され、翌1962年に一部財産は朴正煕の関連団体に無償寄贈されたため、21世紀になると金の遺族は朴正煕の遺族と激しく対立している。ただし、この寄贈は自発的なのか強制的なのかについて、見解が分かれている。

## 略歴
釜山生まれ。1927年、釜山公立商業学校（後の開成高等学校）を卒業し、同年ぬ東洋拓殖株式会社釜山支店に入社。ここで支店長的な知己となったものの肺結核に罹り1932年に東洋拓殖を退社するが、この際蔚山一帯の2万坪の東拓所有の土地の払い下げを本社特認の形で受けることとなる。これを切っ掛けとして先ずは織物工場を営むものの失敗、紙器製造業で再起を図り日中戦争の勃発で盛業となる。その後戦時中は紙器製造・紙類貿易・不動産・鋳鉄工業などで致富を成し、解放後に旭絹織の工場を買収し朝鮮絹織を創業。三和（サムファ）ゴム、製糸業などを主軸として、有力な財閥の一つに数えられた。
その傍らで釜山商工会議所初代会頭となり、1949年には釜山日報を買収。釜山日報を母体として1959年には釜山文化放送・1961年には韓国文化放送（後の文化放送） をそれぞれ開局しまた1958年には釜日奨学会を設立した。更に1950年には無所属で韓国国会第2代議員となり、1954年には自由党公認で再選。だが1956年12月の第2次憲法改正（いわゆる四捨五入改憲）に反対し、反党行為として自由党を除名される。1957年5月に復党したものの、1958年5月の第4代民議院選挙では落選し、政界から引退。
四月革命では傘下の新聞などで李承晩打倒の論調を主導したが、直後に成立した第二共和制下で真っ先に不正蓄財として摘発。1961年の5・16軍事クーデターを受けて拘束され、1961年12月30日に不正蓄財還収金として5億4570万ファンを支払った。
その後、1962年5月に再び国内財産逃避防止法、関税法および刑法、農地改革法違反の疑惑で、軍検察から懲役7年を求刑されたが拘束状態にあった同年6月20日に釜山日報、文化放送、釜山文化放送、釜日奨学会が所有する釜山市内の土地10万147坪を、5・16奨学会に無償寄贈するという寄付承諾書に署名捺印し、直後の6月22日に公訴取り消しで釈放された。5・16奨学会は後に朴正煕の家族の所有物となり、朴正煕と陸英修の名前から各1字を取った正修奨学会へ移行した。ただし、金は1976年に自伝でこの移譲は強要された結果だと主張し、奨学会などの財産の返還を求め、後に金の遺族たちも朴正煕の娘である朴槿恵とこの件について揉めた。また、文化放送・東方証券の経営にも携わり慶南陸上競技連盟会長も務めた。
1982年に死去した。73歳没。

## 親日派疑惑
金智泰の財産蓄積過程は次のようなものであった。 金智泰は日本統治時代の朝鮮において最も悪辣な農民収奪機関のひとつであった東洋拓殖の釜山支店に入社し、4年間勤務した。 この間、金智泰は東洋拓殖で熱心に仕事をして過労となり、肺結核にかかって5年足らずで辞職することになったが、10年分割償還という条件で同社の蔚山（ウルサン）農場の土地2万坪の払い下げを受けた。 この土地で収穫した稲は、分割償還金を返しても毎年100石以上が残り、さらに、その土地を担保として資金を調達することも可能であった。1935年、金智泰は釜山の凡一洞（ポミルトン）に、製紙会社の朝鮮紙器株式会社を設立した。 この会社は日本の大陸侵略戦争にともなう軍需物資市場の拡張に乗じて急速に業績を伸ばした。 金智泰はこうして集めた資金で1943年に日本人が経営していた朝鮮鋳鉄工業合資会社を買収し、1949年には「敵産企業」だった旭絹織（朝鮮絹織株式会社の前身）の管理人を引き受けることになった。 1954年には、履き物製造工場としては当時韓国最大規模であった三和（サムファ）ゴムを買収し全国10大財閥の隊列に加わった。 企業経営を続けながら、金智泰は釜山日報と釜山文化放送を買収し、第2代および第3代国会議員（釜山甲選挙区選出）を務めた。1958年、金智泰は後の正修奨学会の前身である釜日奨学会を設立した。金智泰は1962年5月に軍事政府によって不正蓄財者に指定され、拘束された。 疑惑の内容は密輸入、国内財産海外逃避、農地証明書虚偽作成などだった。 当時、検察部が懲役7年を求刑したが、釜日奨学会の基盤だった釜山の西面（ソミョン）一帯の土地10万坪の献納と引き換えに公訴が取り下げられ、解放された。
ただし、公的または民間の資料には金が親日派だという記載が全くないため、2019年に遺族は文在寅の批判過程で金を「親日派」と呼んだ自由韓国党議員の郭尚道らを起訴し、2021年に金を「親日派」と呼ぶ行為は死者の名誉毀損に該当するという有罪判決結果を得た。遺族は2012年にも朴槿恵が金を「不正蓄財者」と呼ぶ行為について死者の名誉毀損の疑いで告訴したが、その時検察側は不起訴処分を下した。金の遺族は金智泰が逆に日本統治時代に独立運動団体・新幹会の幹部を務めたと主張し、「自由韓国党側が金を親日派に呼ぶ理由は、マスコミの掌握と個人資産の形成を目的とした（朴正煕政権が）親の財産を奪ったことの大義名分を作るため」とし、「遺族は奨学会を奪った恨を抱いて生きる」と言った。一方、月刊の新東亜の2013年の記事では盧武鉉政権時代の真実和解委と国家情報院の過去史委の調査で朴正煕政権が金の財産を強奪したという証拠は見つからず、むしろ金が財産献納により処罰を免れて企業を継続的に運営できたという意見が多かったとした上、金の遺族間に激しい遺産争いがあったことを暴露した。